# Introdukcja i Polonez (Chopin)

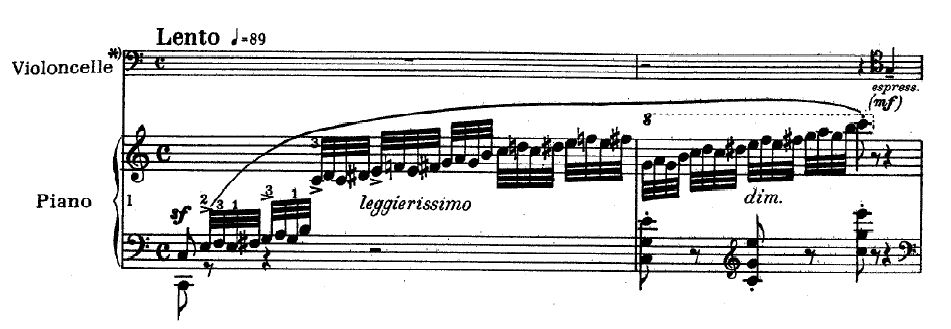
Początek Introdukcji

Introdukcja i Polonez C-dur op. 3 – utwór kameralny na fortepian i wiolonczelę skomponowany przez Fryderyka Chopina w latach 1829–1830 (Polonez w 1829; Introdukcja w 1830) .

## Historia
Polonez skomponowany został w Antoninie na potrzeby Antoniego Henryka Radziwiłła i jego córki Wandy , w których posiadłości przez tydzień  gościł Chopin, w związku z pobytem pod koniec 1829 w Strzyżewie u swojej matki chrzestnej Anny Wiesiołowskiej. Jest to jedna z niewielu kompozycji Chopina, której okoliczności powstania zostały dobrze udokumentowane.
Utwór dedykowany został Josephowi Merkowi , poznanemu w Wiedniu wiolonczeliście i wykładowcy wiedeńskiego konserwatorium, z którym Chopin koncertował.

## Charakterystyka
Introdukcja i Polonez jest jednym z czterech utworów kameralnych stworzonych przez Chopina, w tym jednym z trzech utworów skomponowanych na fortepian i wiolonczelę. W dorobku kompozytorskim Chopina jest to pozycja marginalna. Frederick Niecks uznał utwór za salonowy, a jego temat opisał jako „zatrącający o banał”. Zdaniem Jamesa Hunekera opus 3 nadaje się „do buduaru wykwintnej damy”.
Utwór rozpisany został w 230 taktach (Introdukcja – 37 taktów; Polonez – 193 takty). Skomponowany został w stylu brillant  odmiany warszawsko-wiedeńskiej i ma formę ronda, w którym refren grany con spirito przez wiolonczelę powtarzany jest przez fortepian, którego partia wykonywana jest elegantemente . Kuplety mają różny charakter . Partia fortepianu oparta została na kilku figurach pianistycznych. Partia wiolonczeli w Polonezie jest nieskomplikowana, w odróżnieniu od partii w Introdukcji. Na potrzeby wydania utworu drukiem autor zmodyfikował partię wiolonczeli dodając do niej dwudźwięki.

## Wydania

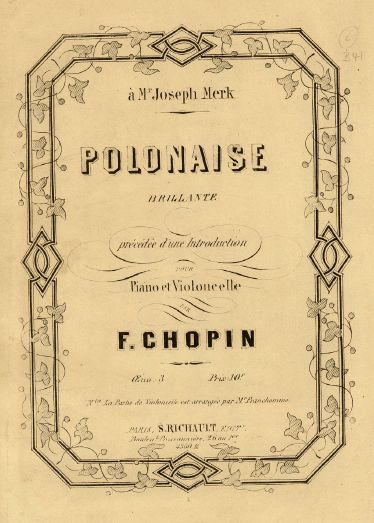
Strona tytułowa wydania z 1860

Rękopis kompozycji nie zachował się. Utwór ukazał się drukiem w Wiedniu w listopadzie 1831 nakładem wydawnictwa Pietro Mechettiego (około 1836 wydany został nakład z wariantową partią skrzypiec). W Paryżu Introdukcja i Polonez wydana została w czerwcu 1835 przez wydawnictwo Jeana Charles’a Richault.
W 1837 autorskie prawa majątkowe zostały przekazane wydawnictwu Maurice’a Schlesingera, które prócz nowego wydania pierwotnej wersji utworu przygotowało również instrumentacje na fortepian solo oraz fortepian na cztery ręce, co ogłoszono 27 sierpnia 1837 na łamach czasopisma „Revue et gazette musicale de Paris” wydawanego przez Schlesingera. Wedle numeracji wydawniczej wspomniane instrumentacje ukazały się w drugiej połowie 1842. W Londynie utwór wydany został nakładem Wessel & Co między 1839 a 1844 (pierwszy nakład nie zachował się).